# Sidner Larson
Sidner J. Larson (Fort Belknap, Montana 1949) és un escriptor atsina. Es graduà en la Universitat d'Arizona i actualment és director d'Estudis Indis Americans a la Universitat d'Iowa i ha escrit obres com Captured in the Middle: Tradition and Experience in Contemporary Native American Writing, (2000); Catch Colt (1995) i els articles Fear and Contempt: A European Concept of Property 1998; Constituting and Preserving Self through Writing 1997; Pragmatism and American Indian Thought 1997; James Welch 1997; The Outsider in James Welch's The Indian Lawyer 1994; i The Fragmentation of a Tribal People in Louise Erdrich's Tracks 1993.